# Balzac (cràter)

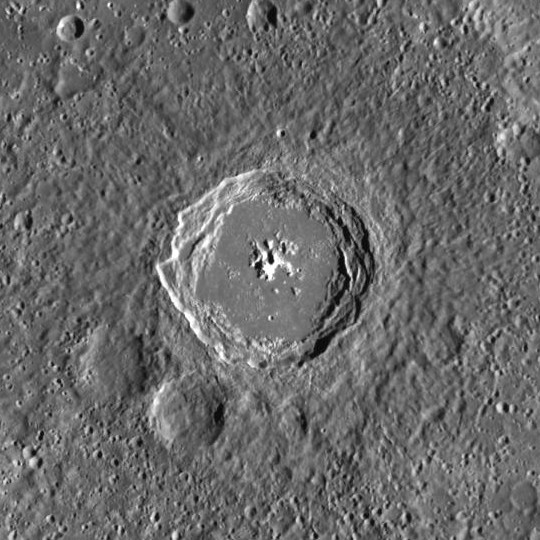
Imatge del cràter Balzac captada des de la sonda Messenger.

Balzac és un cràter d'impacte de 67 km de diàmetre de Mercuri. Porta el nom de l'escriptor francès Honoré de Balzac (1799-1850), i el seu nom va ser aprovat per la Unió Astronòmica Internacional el 1976.